# Ephesia fuscida
Ephesia fuscida är en fjärilsart som beskrevs av Embrik Strand 1914. Ephesia fuscida ingår i släktet Ephesia och familjen nattflyn. Inga underarter finns listade i Catalogue of Life.